# Храм Азовской иконы Божией Матери (Азов)
Храм Азовской иконы Божией Матери — православный храм в городе Азове Ростовской области. Принадлежит к Азовскому городскому благочинию Ростовской-на-Дону епархии Русской православной церкви.

## История
В 1993 году митрополит Ростовский Владимир (Котляров) дал благословение на создание в городе Азове Ростовской области нового прихода в честь Азовской иконы Божией Матери. Названия прихода и будущего храма «иконы Божией Матери Азовской» означало литургическое увековечивание православных азовчан и деятелей Азова.
Для молитвенного дома нового прихода был использован бывший кинотеатр «Дон». После проведения в кинотеатре ремонта, там стали проводиться богослужения.
С 1996 года в городе проводились работы по проектированию нового храма. В 1998 году началось его строительство. Стройку освятил архиепископ Ростовский Пантелеимон. Стройка храма затянулась до 2005 года. Для ускорения строительства храма в Азове был создан Попечительский совет. В работе совета принимали участие депутаты Азовской городской думы и руководители городских предприятий. По желанию казачьего руководства области храм получил статус полкового.
В 2006 году строительство храма продолжалось —  были возведены стены храма, установлены купола. Общая высота церкви с куполами составила около 30 метров. Храм устроен на одновременное посещение до 300 человек.
В марте 2007 года в колокольне храма был установлен полутораметровый колокол «Князь Владимир», вес которого составил 1270 кг. Колокол был отлит в городе Каменске-Уральском, как дар храму от губернатора Свердловской области В. Ф. Чуба. Божественная литургия в храме состоялась весной 2007 года.
В 2008—2009 годах в храме проводились внутренние работы, храм пополнялся новыми иконами, обустраивалась территория вокруг храма.

## Духовенство
Протоиерей Александр Мирошниченко